# Alexandra Liedl
Alexandra Ursula Liedl (* 1979 in Weiden i.d.OPf.) ist eine deutsche Psychologin, Psychotherapeutin und Sachbuchautorin.

## Leben und Wirken
Alexandra Liedl studierte von 1999 bis 2006 Psychologie auf Diplom an der Friedrich-Schiller-Universität Jena. Anschließend promovierte sie von 2007 bis 2010 an der Freien Universität Berlin und am Behandlungszentrum für Folteropfer Berlin. Zwischenzeitig weilte sie von 2008 bis 2009 für einen Forschungsaufenthalt am Australian Center for Posttraumatic Mental Health in Melbourne, Australien. Nach der Rückkehr begann sie 2009 eine Ausbildung zur Psychologischen Psychotherapeutin bei der Deutschen Gesellschaft für Verhaltenstherapie (dgvt) in Berlin und München. 2014 erhielt sie ihre Approbation. 2011 bis 2012 war Alexandra Liedl Wissenschaftliche Mitarbeiterin Lehrstuhl für Klinische Psychologie und Psychotherapie der FU Berlin. Seit 2013 arbeitet sie als Psychologische Psychotherapeutin bei REFUGIO München und seit 2017 ist sie Wissenschaftliche Mitarbeiterin am Lehrstuhl für Klinische Psychologie und Psychotherapie der Ludwig-Maximilians-Universität München.

## Preise und Auszeichnungen
- 2012 Adolf-Ernst-Meyer-Preis
- 2011 DeGPT-Preis der Falk-von Reichenbach-Stiftung[2]

## Schriften (Auswahl)
- mit Maria Böttche, Christine Knaevelsrud und Barbara Abdallah-Steinkopff: Psychotherapie mit Flüchtlingen – neue Herausforderungen, spezifische Bedürfnisse. Das Praxisbuch für Psychotherapeuten und Ärzte. Stuttgart 2017, Schattauer, ISBN 978-3-7945-3195-0
- mit Knaevelsrud, C., Müller, J.: Trauma und Schmerz. Ein Behandlungsmanual für traumatisierte Schmerzpatienten. 2014 Schattauer.
- mit Schäfer, U., Knaevelsrud, C.: Manual zur Psychoedukation bei Traumatisierten im Einzel- und Gruppensetting. Stuttgart 2013/2010, Schattauer.
- mit Knaevelsrud, C., Stammel, N.: Herausforderungen bei PTBS-Patienten. 2012, Beltz[3]
- mit Christine Knaevelsrud und Nadine Stammel: Posttraumatische Belastungsstörungen. Weinheim/Basel 2012, Beltz, ISBN 978-3-621-27811-9.
- mit Ute Schäfer, Christine Knaevelsrud: Psychoedukation bei posttraumatischen Störungen. Manual für Einzel- und Gruppensettings. Schattauer - Verlag für Medizin und Naturwissenschaften, Stuttgart 2010, ISBN 978-3-7945-2727-4.